# Fratelli Abbagnale
I fratelli Giuseppe, Carmine e Agostino Abbagnale sono tre ex canottieri italiani. Carmine e Giuseppe hanno costituito, insieme al timoniere Giuseppe Di Capua, uno degli armi più celebri nella specialità del due con nella storia del canottaggio, vincendo due titoli olimpici e sette mondiali, gareggiando assieme per tredici stagioni, dal 1981 al 1993.

## Biografia
Giuseppe e Carmine Abbagnale, tesserati per la Canottieri Stabia ed allenati dallo zio, Giuseppe La Mura - divenuto poi direttore tecnico della Federazione Italiana di Canottaggio - dominano per un decennio la scena del canottaggio mondiale, portando questo sport, povero e poco conosciuto, alla ribalta mediatica. Memorabili sono le concitate telecronache delle loro vittorie ad opera di Gian Piero Galeazzi.
Giuseppe era il capovoga dell'armo e Carmine il prodiere. Il loro palmarès comprende due allori olimpici e sette titoli mondiali conquistati tra il 1981 ed il 1991. Tuttavia, nel 1994, infortunato Giuseppe ai campionati mondiali di Indianapolis, Carmine ottenne quella che resta la sua unica medaglia conquistata senza il fratello: sempre con l'equipaggio del 2 con, in coppia con Gioacchino Cascone (timoniere Antonio Cirillo) si aggiudicò la medaglia d'argento.
Sicuramente, tra le tante, occorre ricordare la finale olimpica di Seoul 1988, quando l'equipaggio italiano vinse l'oro sconfiggendo il temuto armo inglese composto da Sir Stephen Redgrave, considerato il più forte canottiere della storia, e Andy Holmes, che finirono addirittura in terza posizione, preceduti dall'equipaggio della Germania Est.
I fratelli hanno gareggiato assieme per 13 stagioni (dal 1981 al 1993, anno del ritiro di Giuseppe). In precedenza Giuseppe, più grande di tre anni, aveva gareggiato con altri prodieri e dopo il 1993, Carmine continuò a gareggiare per un altro paio di stagioni, conquistando ancora un argento mondiale.
Il terzo fratello, Agostino, a sua volta, ha conquistato due ori olimpici e mondiali nel quattro di coppia ed uno olimpico nel due di coppia ai quali si aggiungono un argento in quest'ultima disciplina ed uno nell'otto con ai mondiali.
Il 2 maggio 2020 è morto il loro padre, Vincenzo (nato nel giugno 1932).

## Palmarès
| Anno | Manifestazione      | Sede                 | Evento            | Giuseppe e Carmine | Carmine | Agostino |
| ---- | ------------------- | -------------------- | ----------------- | ------------------ | ------- | -------- |
| 1984 | Giochi olimpici     | Los Angeles          | Due con           | Oro                |         |          |
| 1988 | Giochi olimpici     | Seul                 | Due con           | Oro                |         |          |
| 1988 | Giochi olimpici     | Seul                 | Quattro di coppia |                    |         | Oro      |
| 1992 | Giochi olimpici     | Barcellona           | Due con           | Argento            |         |          |
| 1981 | Campionati mondiali | Monaco di Baviera    | Due con           | Oro                |         |          |
| 1982 | Campionati mondiali | Lucerna              | Due con           | Oro                |         |          |
| 1983 | Campionati mondiali | Duisburg             | Due con           | Bronzo             |         |          |
| 1985 | Campionati mondiali | Hazewinkel           | Due con           | Oro                |         |          |
| 1985 | Campionati mondiali | Hazewinkel           | Otto con          |                    |         | Argento  |
| 1986 | Campionati mondiali | Nottingham           | Due con           | Argento            |         |          |
| 1987 | Campionati mondiali | Copenaghen           | Due con           | Oro                |         |          |
| 1989 | Campionati mondiali | Bled                 | Due con           | Oro                |         |          |
| 1990 | Campionati mondiali | Lake Barrington      | Due con           | Oro                |         |          |
| 1991 | Campionati mondiali | Vienna               | Due con           | Oro                |         |          |
| 1993 | Campionati mondiali | Račice               | Due con           | Argento            |         |          |
| 1994 | Campionati mondiali | Indianapolis         | Due con           |                    | Argento |          |
| 1996 | Giochi olimpici     | Atlanta              | Due di coppia     |                    |         | Oro      |
| 1997 | Campionati mondiali | Lago di Aiguebelette | Quattro di coppia |                    |         | Oro      |
| 1998 | Campionati mondiali | Colonia              | Quattro di coppia |                    |         | Oro      |
| 2000 | Giochi olimpici     | Sydney               | Quattro di coppia |                    |         | Oro      |
| 2002 | Campionati mondiali | Siviglia             | Due di coppia     |                    |         | Argento  |

## Nella cultura di massa
Ispirato alle loro vicende sportive nel 1992 fu girato un film nella loro città, Castellammare di Stabia, intitolato Una storia italiana.

## Onorificenze
- Medaglia Thomas Keller (1997)

## Riconoscimenti internazionali
Nel marzo del 2012 la città di Londra, nell'ambito delle iniziative connesse ai Giochi olimpici di Londra 2012, ha dedicato ai due fratelli Carmine e Giuseppe rispettivamente le stazioni "Hounslow East" (Piccadilly line) e "Hounslow Central" (sempre nella linea Piccadilly) della metropolitana cittadina. Lo stesso riconoscimento è andato anche al fratello minore, Agostino, a cui è stata dedicata la stazione "Hounslow West".